# 주한 미국 대사관

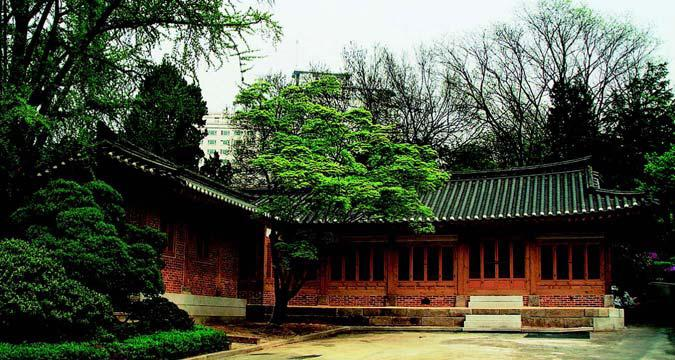
미국 공사관

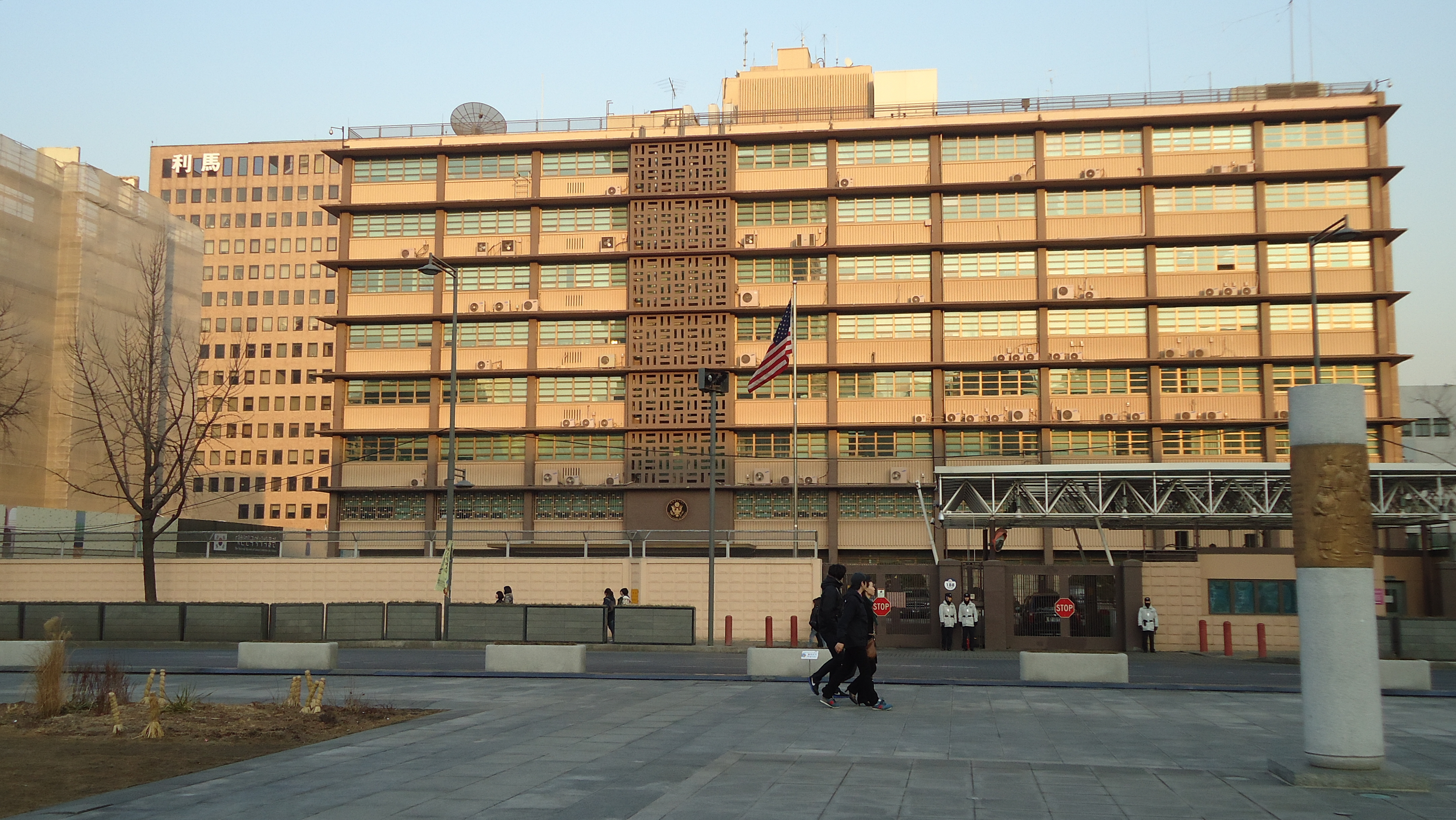
현재의 주한미국대사관 전경

주한 미국 대사관(駐韓美國大使館, 영어: Embassy of the United States in Seoul)은 서울특별시 종로구에 있는 미국의 대한민국 주재 대사관이다.
1949년 1월 1일, 미국이 대한민국 정부를 세계 최초로 정식 승인하였다. 이 발표 이후, 미대표부는 본격적인 인적 구성을 갖추었으며 1949년 4월 주한미국대사관으로 승격했다. 이렇게 설치된 미대사관의 인적 규모는 전 세계에서 가장 거대했다. 나아가 대사관 서기관급 직원 중 정치 담당자가 거의 절반에 이를 정도로 대사관은 정치적 활동에 집중됐다.
한편 1970년대부터 대사관을 평택으로 이전하자는 논의가 있었는데, 현재까지도 진행형일 뿐 이전 계획은 확정되지 않았다. 대사관 주위 경비는 서울지방경찰청 관할이며, 경비가 삼엄하다. 또 수십대의 경찰버스들이 배치되어 있고, 경찰관들이 수시로 순찰을 돌고 있다.
대사관 건물은 1983년 건축가 김수근이 설계하여 건축되었다.

## 구조
- 관리과(Administrative Section)
- 커뮤니티연락관실(CLO: Community Liaison Office)
- 재무관리센터(FMC: Financial Management Center)
- 총무실(GSO: General Services Office)
- 의무실(HU: Health Unit)
- 인력관리실(HRO: Human Resources Office)
- 정보관리실(IMO: Information Management Office)
- 농무부
- 농무과 (AGAFF: Agricultural Affairs Office)
- 농업무역관(ATO: Agricultural Trade Office)
- 동식물검역소(APHIS: Animal and Plant Health Inspection Service)
- 영사과(Consular Section)
- 상무부(Commercial Service)
- 국토안보수사국(Homeland Security Investigations) (HSI)
- 경제과(Economic Section)
- 공공외교과(Public Diplomacy)
- 국방무관실(Defense Attache Office)
- 마약단속국(Drug Enforcement Administration)
- 국토안보부(Department of Homeland Security)
- 세관국경보호청(Customs and Border Protection )
- 이민국(U.S. Citizenship and Immigration Services) (DHS-CIS)
- 주한미합동군사업무단(Joint U.S. Military Affairs Group-Korea)
- 정치과(Political Section)
- 지역보안담당관실(Regional Security Office)
- 지역조사과(Office of Regional Study)

## 영사과
영사과에서는 미국 시민과하고 비자과 업무를 나눠서 처리한다. 주한미국대사관의 경우 두 서비스 모두 전화예약은 보안상 일체 불가능하며, 반드시 이메일을 통해 연락하고 질문등을 처리한다. 비자과 업무의 경우 미리 DS-160 신청서를 온라인 상으로 작성 후 미국비자센터를 통해 대사관 방문 예약을 한 뒤, 방문 후 인터뷰를 통해 영사에게 비자를 발급받는다. 미국 시민과의 업무는 주한미국대사관 홈페이지에서 직접 신청을 받고 있으며, 미국 여권 발급 및 해외출생신고 등 미국 시민권 관련 업무를 처리한다. 미국 시민과의 업무는 전화 서비스를 제공하지 않는 것이 원칙이나, 미국 시민권자들의 긴급상황 시에는 예외적으로 전화서비스 및 영사 직접 통화를 제공한다.
대사관 정문은 일반인의 사용이 수락되지 않으며 공사급 외교관들이나 고위급 간부들의 대사관 출입에 한해서만 사용된다. 일반 방문객은 대사관 옆문을 통해 입장한다. 청사내부에는 일체의 전자제품 반입이 금지되어 있으며, 대사관 내 보관함에는 핸드폰 1개하고 자동차 키 1개까지만 맡길 수 있다.

## 같이 보기
- 대사관
- 대한민국 주재 외국공관 목록
- 주한 미국 대사
- 주 미국 대한민국 대사관
- 미국 공사관 (서울특별시 유형문화재 제132호)
- 주일본 미국 대사관
- 주중국 미국 대사관
  - 주청두 미국 총영사관 (폐쇄)
- 주부산 미국 영사관